# Schützenpark (Kiel)
Der Schützenpark ist eine Grünfläche im Stadtteil Südfriedhof der schleswig-holsteinischen Landeshauptstadt Kiel. Er befindet sich südwestlich des Stadtzentrums und verläuft parallel zum Schützenwall von der Einmündung der BAB 215 auf den Westring bis zum Kronshagener Weg. Die 6,2 Hektar große Parkfläche ist rund einen Kilometer lang und dabei im Durchschnitt nur 62 Meter breit. Die Harmsstraße, die Gellertstraße und die Hermann-Weigmann-Straße teilen die Anlage in vier Abschnitte. Im südwestlichen Bereich befindet sich ein ca. 6500 m² großer Teich, in den mittleren Teilen eine Spiel- und Liegewiese, ein Kinderspielplatz und der Schützenpark-Bunker sowie im nordöstlichen Teil der Verkehrsübungsplatz Prüne.

## Geschichte
Auf dem Gelände befand sich vor der Anlage des Parks der Schieß- und Festplatz der 1412 gegründeten Großen Grünen Schützengilde, die 1896 eine Koppel am Prüner Schlag im Tausch gegen die damals als Schützengärten bezeichnete Fläche bekam. Der Bach Prüne hatte bis dahin die ländliche Gegend talartig durchschnitten und mündete in den Prüner Teich. Dieses Tal wollten die Stadtplaner zur Entwässerung der Neubaugebiete nutzen, die damals rund um den heutigen Park entstanden.
Der Schützenpark wurde ab 1903 unter der Leitung des Stadtgartenbaudirektors Ferdinand Hurtzig angelegt und gehört damit zu den ältesten historischen Parkanlagen der Landeshauptstadt. Zunächst reichte der Park nur von der Boninstraße bis zur Harmsstraße und war 1,6 Hektar groß. Der zweite und dritte Teil des Parks bis Höhe der Lutherstraße wurden in den Jahren 1908 und 1909 eingerichtet. Zur Entwässerung wurden in diesen Bauabschnitten Regenrückhaltebecken ausgehoben und erstmals in Kiel auch architektonische Elemente in die Gestaltung des Parks eingeführt. Er war bei seiner Fertigstellung  700 Meter lang und galt als einer der schönsten Parks in Kiel. Die damalige Ausstattung mit Sitznischen, Terrassen und Pergolen wurde während des Zweiten Weltkriegs zerstört und nicht wieder hergestellt. So befand sich auf der heutigen Liegewiese ein weiterer, etwas kleinerer Teich, der zugeschüttet wurde. Beim vierspurigen Ausbau des Schützenwalls in den späten 1960er-Jahren wurde ein Grünstreifen, dessen Bewuchs den Park gegenüber dem Schützenwall abschloss, beseitigt.

## Schützenpark-Bunker
Die zivile Variante des Truppenmannschaftsbunkers T 1100 wurde 1943 gebaut. In einem Kellergeschoss und vier oberirdische Etagen fanden bis zu 1036 Personen Schutz bei den Luftangriffen auf Kiel. Nach dem Krieg wurde der Bunker 1949 entfestigt und zum Industriegebäude umgebaut. Die damals eingesetzten Fenster sind heute wieder verschlossen. Heute befinden sich hinter den zwei Meter dicken Betonmauern Probenräume für Musikgruppen.

## Verkehrsübungsplatz Prüne
Der Verkehrsübungsplatz Prüne ist ein Übungsplatz für Radfahrer am nordöstlichen Ende des Parks. Betreiber ist der Verein Landesverkehrswacht Schleswig-Holstein.

## Bilder

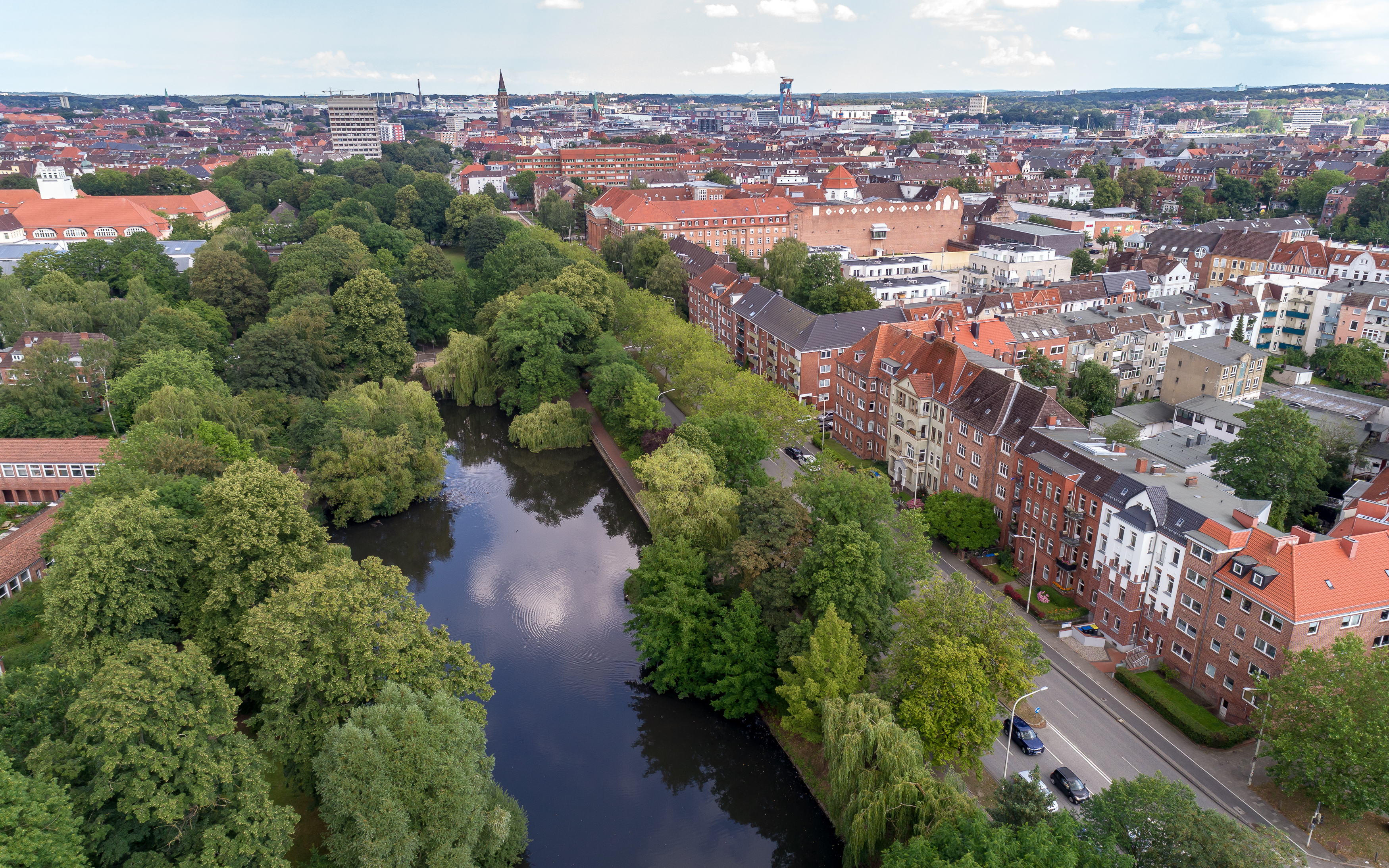
Der Schützenpark in Kiel.
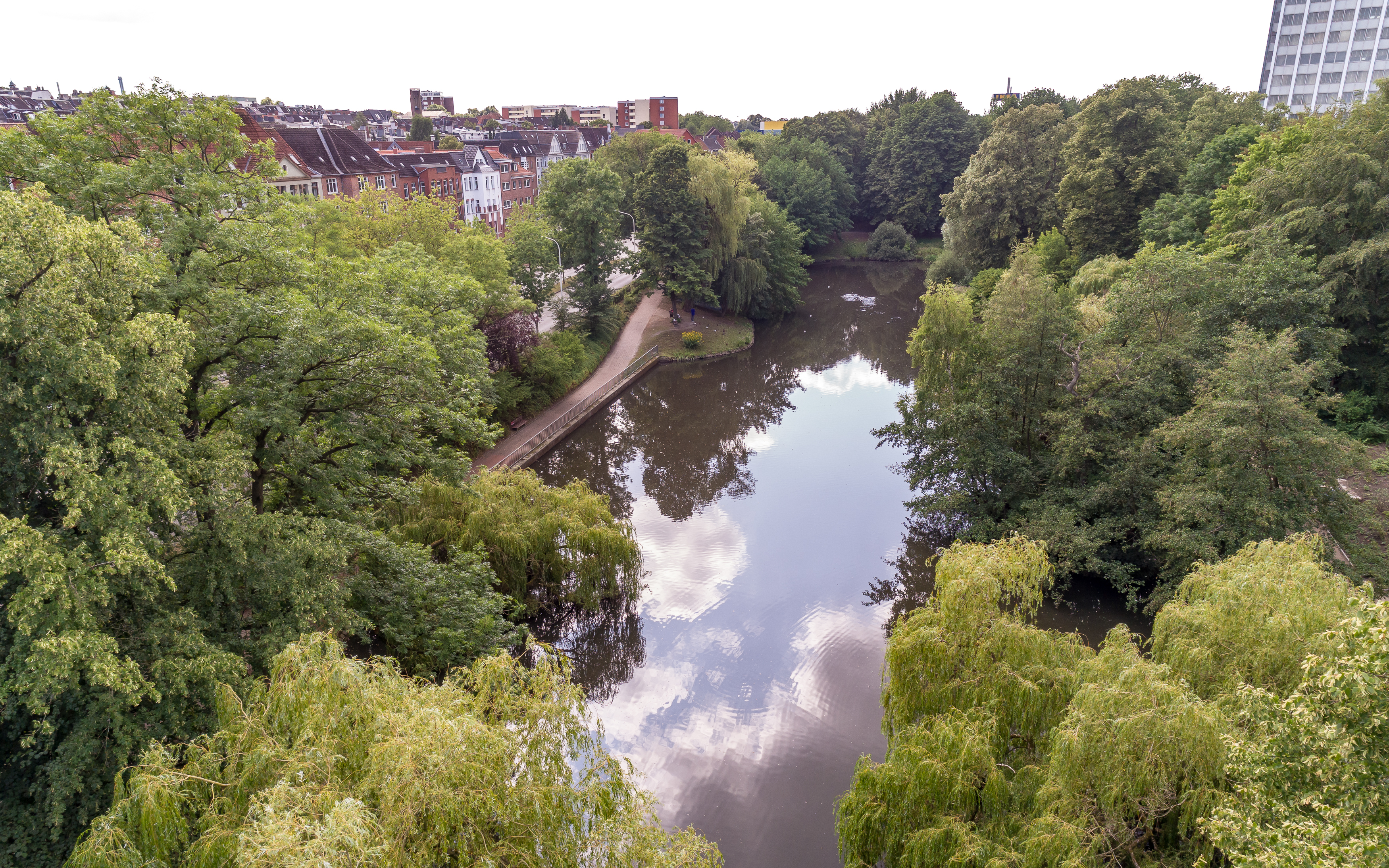
Der Schützenpark in Kiel.
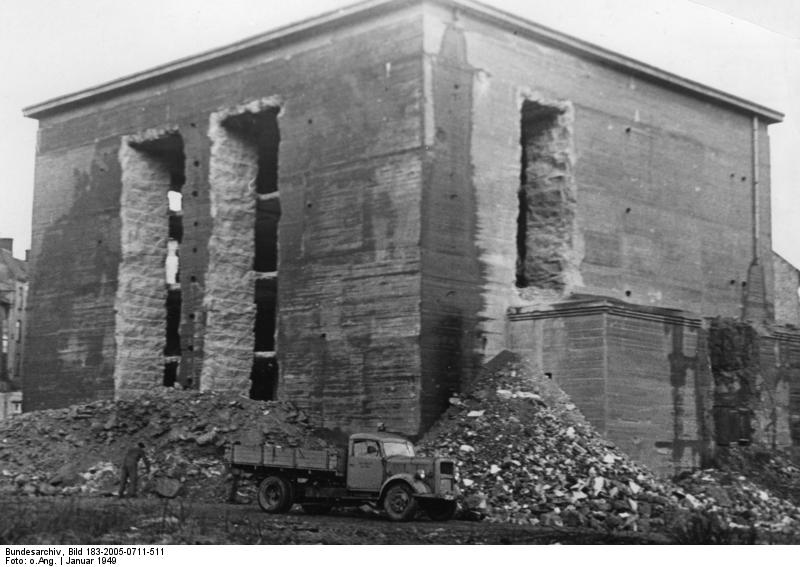
Umbau des Bunkers im Januar 1949
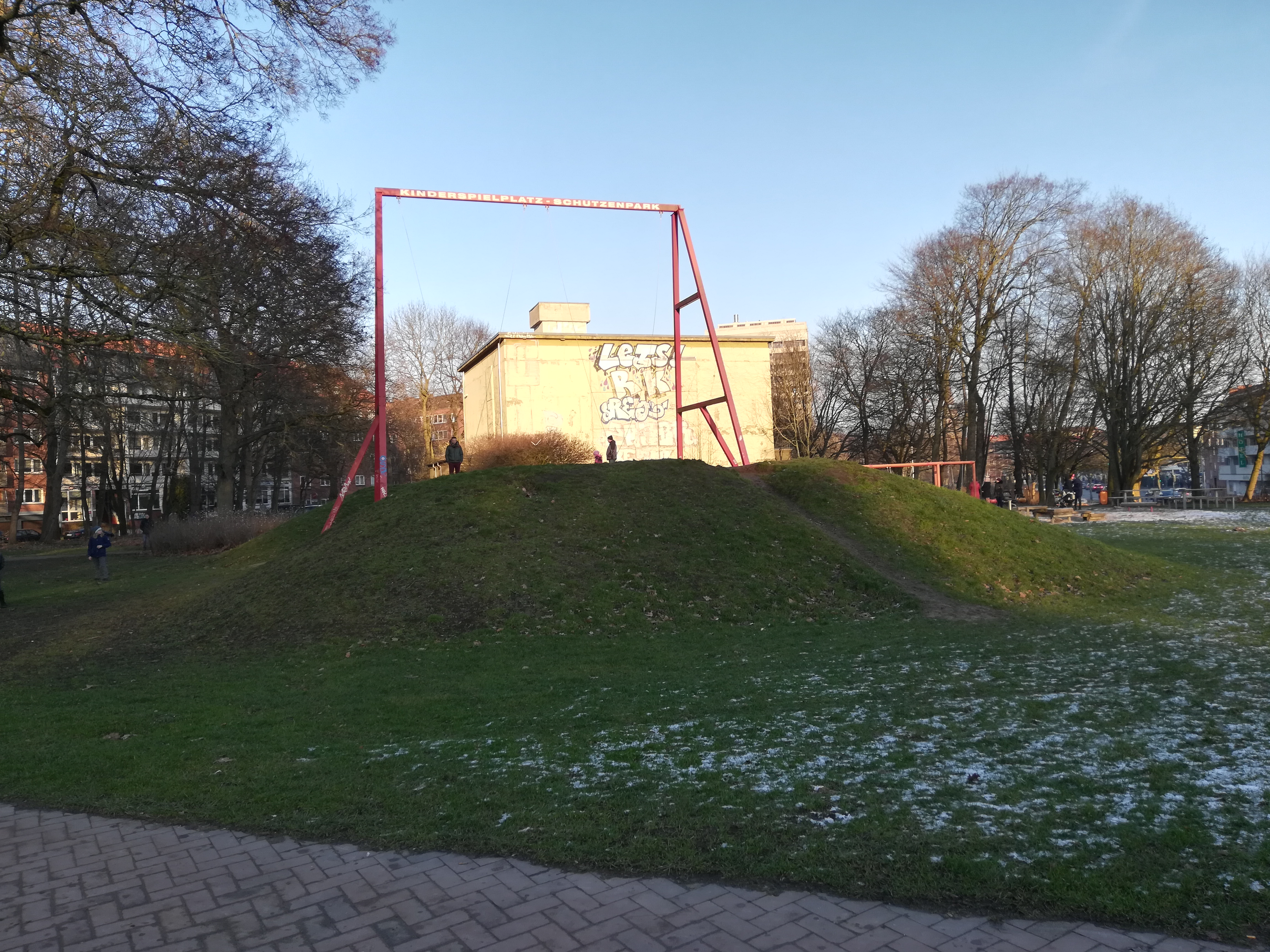
Spielplatz und Hochbunker 2019
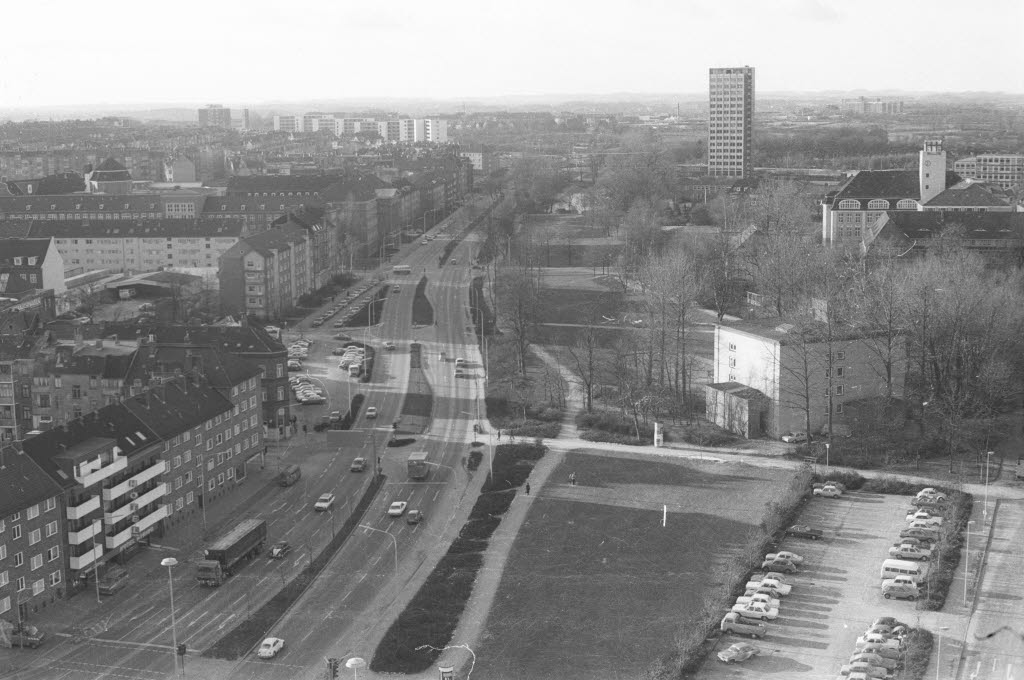
Blick vom Hochhaus der Bundesanstalt für Milchforschung auf den Schützenpark 1976
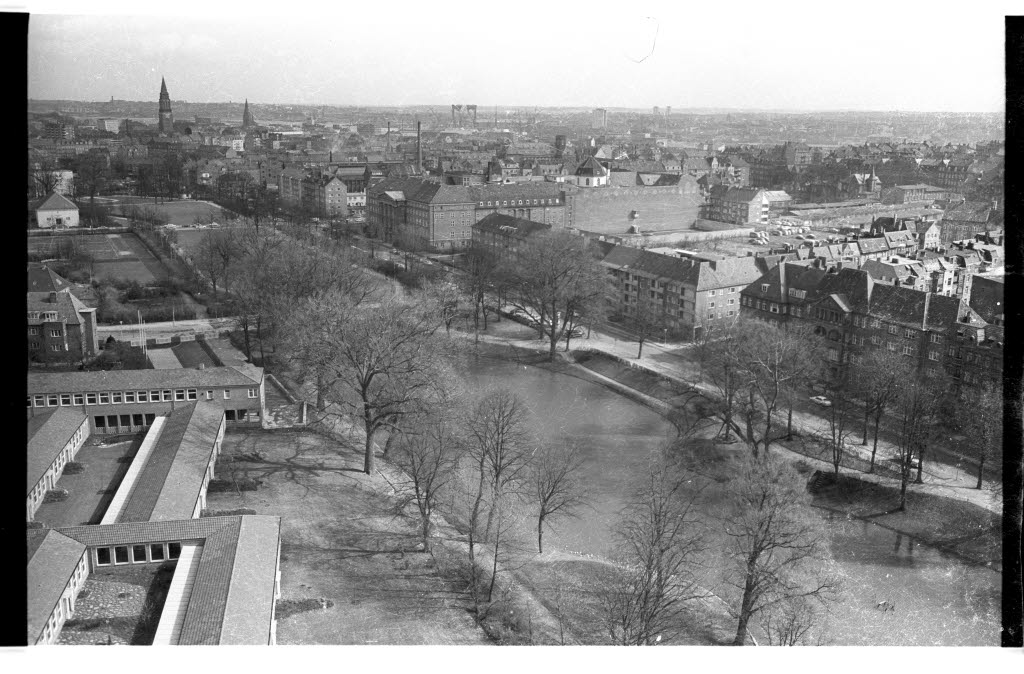
Blick vom Hochhaus der Kaufmännischen Berufsschule am Westring 1966
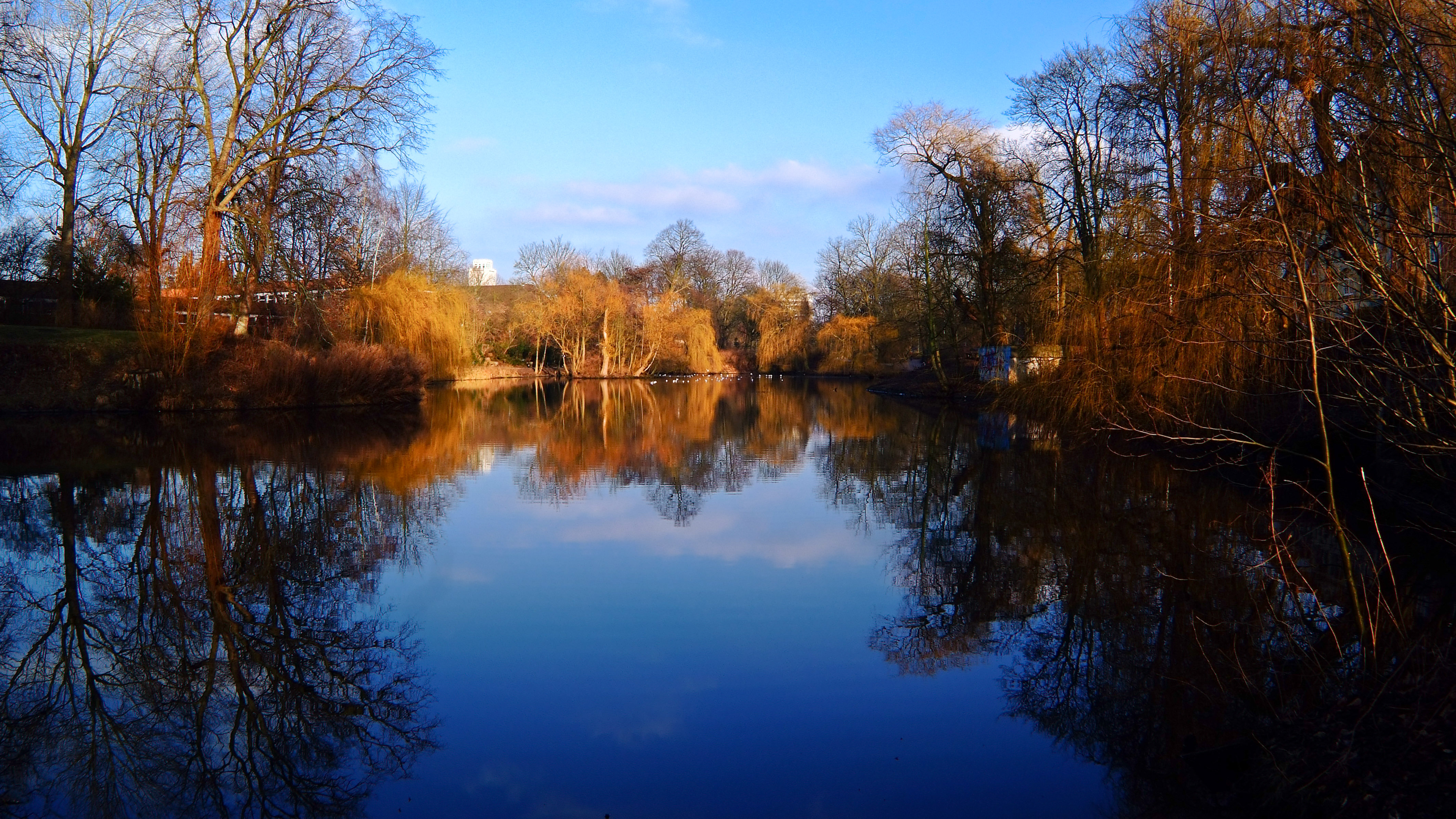
Der Teich im Schützenpark
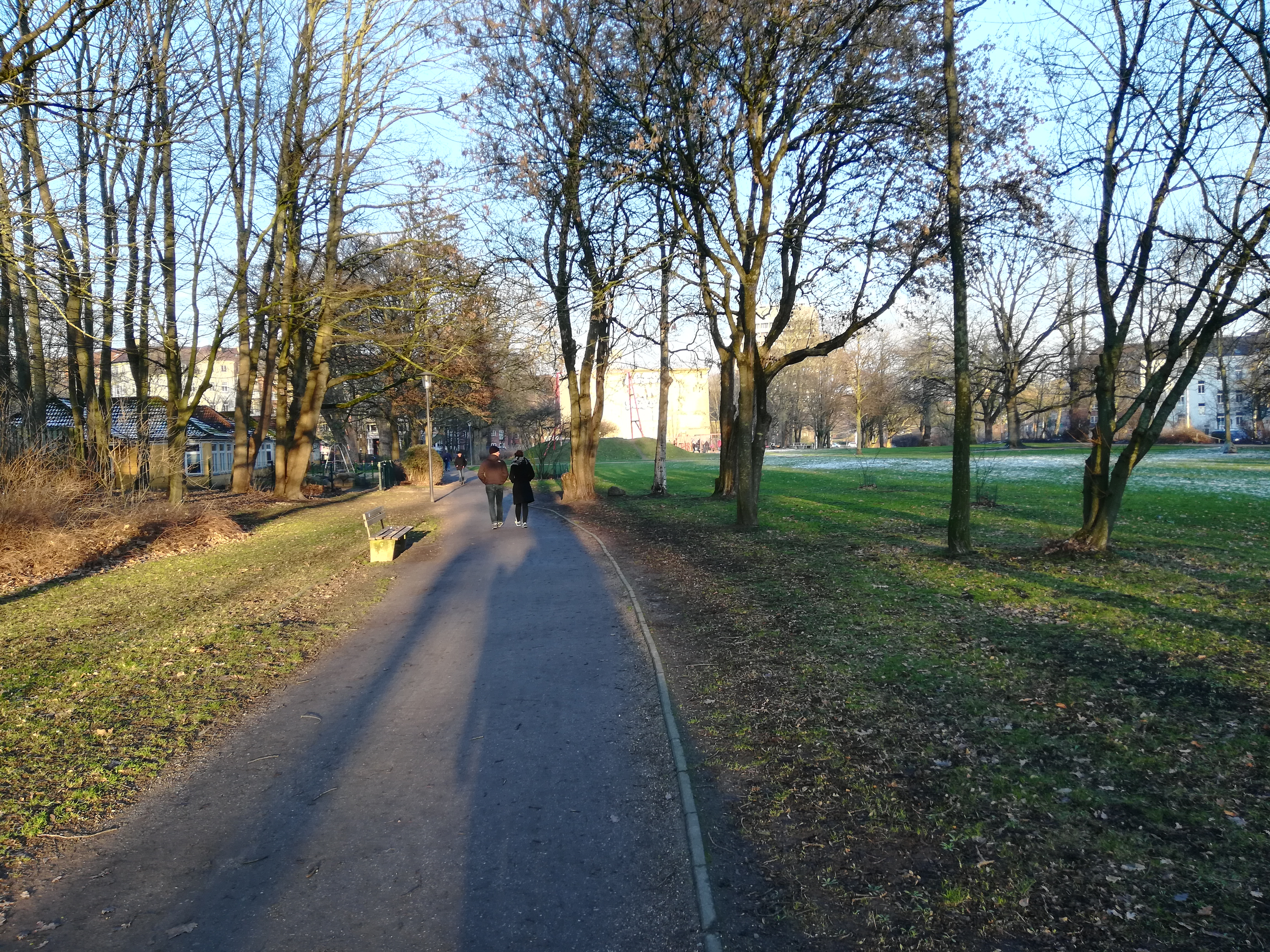
Winter im Schützenpark 2019
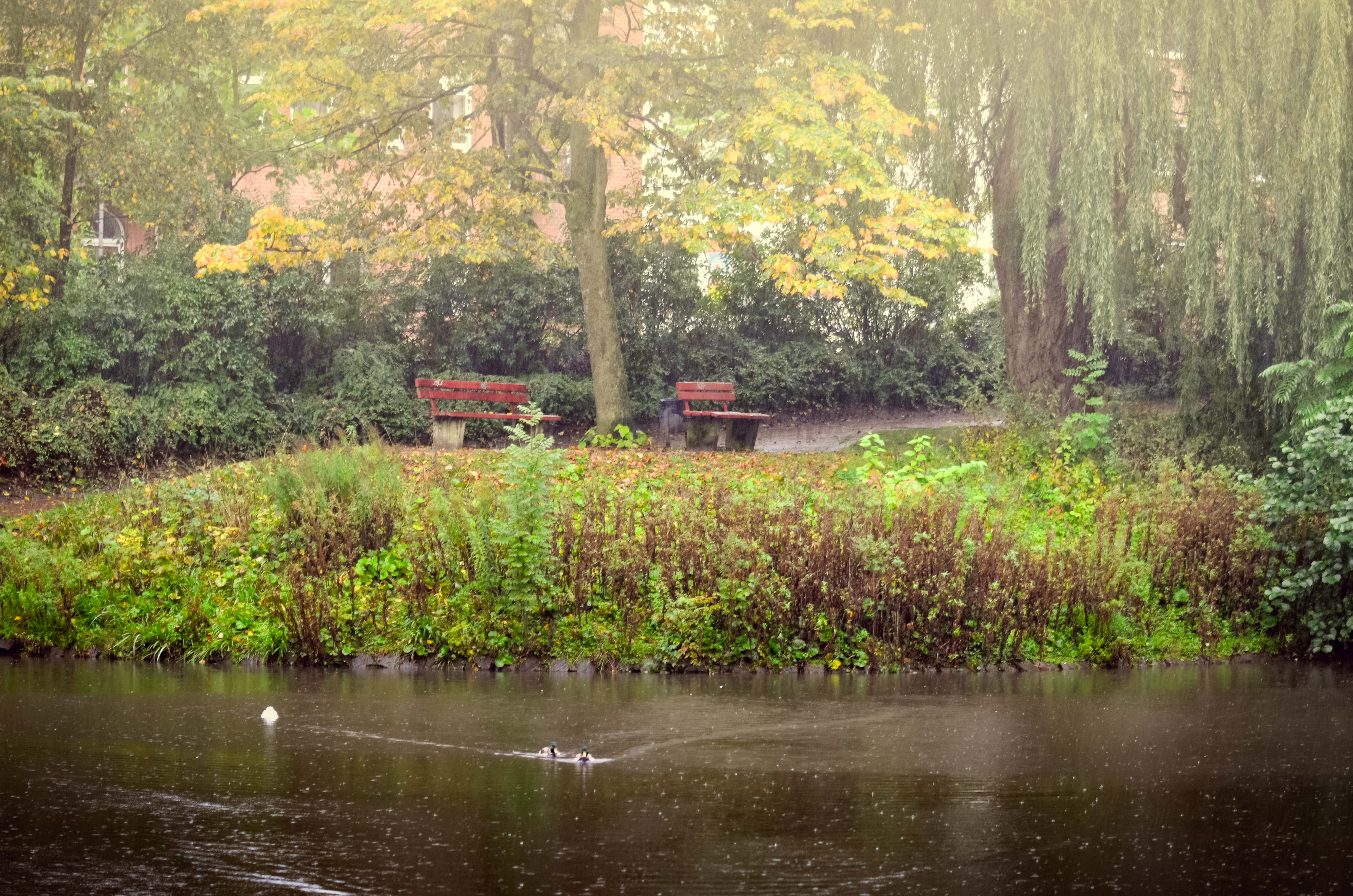
Parkbänke im Schützenpark